# Zagore (történelmi régió)
Zagore (bolgárul: Загоре, IPA: [zəˈɡɔrɛ]); más írásban Zagorie, Zagora vagy Zagoria) Bulgária egy bizonytalanul meghatározott középkori régiója volt. Neve szláv eredetű, jelentése "a hegyen túl". A régiót először középgörög nyelvű források említik Ζαγορια néven. (Ennek az írása óbolgárul Загорїа volt.) Az írásokban azért szerepelt, mert a 8. század legelején Tervel uralkodása idején a Bizánci Birodalomtól az Első Bolgár Birodalom megszerezte. A szövegkörnyezet alapján úgy lehet Zagore helyszínét meghatározni, mintha az Trákia északkeleti része lenne.
A Második Bolgár Birodalom idején II. Iván Aszen bolgár cár uralkodása alatt szintén megemlítik a területet, mégpedig az 1230 utáni dubrovniki chartában, melyben megengedik a raguzai kereskedőknek, hogy az egész bolgár területen, többek között Zagore (пѡ всемѹ Загѡриѹ) teljes területén kereskedhessenek.
A 14. századi velencei dokumentumok Zagore nevét Bulgária szinonimájaként használják. (Példa egy 1384. február 14-én kelt dokumentumból: partes del Zagora, subditas Dobrotice). Ehhez hasonlóan a későbbi raguzai kereskedők is szívesen importáltak Bulgáriából jó minőségű zagorei viaszt, amit leggyakrabban Szófiában szereztek be.
Ma a terület neve a Sztara Zagora (Régi Zagora, jelentős város az Észak-trákiai-alföldön, Sztara Zagora megye központja) és Nova Zagora (Új Zagora, Szliven megye egyik városa) őrzi nevében. Az Antarktiszhoz tartozó Déli-Shetland-szigetek egyikén, a Livingston-szigeten a Zagore-tengerpartot a bolgár Antarktiszi Földrajzi Név Bizottság ez után a terület után nevezte el.

## Fordítás
- Ez a szócikk részben vagy egészben  a   Zagore című angol Wikipédia-szócikk ezen változatának fordításán alapul.  Az eredeti cikk szerkesztőit annak laptörténete sorolja fel. Ez a jelzés csupán a megfogalmazás eredetét és a szerzői jogokat jelzi, nem szolgál a cikkben szereplő információk forrásmegjelöléseként.